# مصطفى سلامة
مصطفى سلامة، OSJ (مواليد يونيو (25، 1970) هو متسلق جبال أردني فلسطيني أكمل تسلق القمم السبع، بما في ذلك جبل إيفرست عام 2008.

## نشاته
مصطفى سلامة هو واحد من عشرين شخص فقط نجحوا في تسلق القمم السبع وغزو القطبين الجنوبي والشمالي - المعروفين بـ"بطولة المستكشفين الكبرى". وُلد مصطفى في الكويت لأبوين لاجئين فلسطينيين، ولم يكن ينوي أبدًا أن يصبح متسلق. بدأت رحلته في تسلق الجبال عام 2004 بعد حلم واضح مع التدخل الروحي. بعد أن حلم بأنه كان يؤذن للصلاة من أعلى قمة في العالم، اتبع مصطفى دعوته بإصرار وأصبح أول فلسطيني أردني يتسلق جبل إيفرست عام 2008. وكان ذلك أيضا العام الذي منح فيه الملك عبد الله الثاني ملك الأردن مصطفى لقب فارس. اليوم أصبح مستكشف ومتحدث ملهم وجامع للتبرعات ومؤلف.

## كتبه
في مارس 2016 نشر كتابه الأول بعنوان "أحلام لاجئ" مع دار بلومزبري للنشر. وفي عام 2018 تمت ترجمته إلى اللغة العربية. عام 2019 نشر مصطفى كتاب "إيفرست" باللغتين العربية والإنجليزية، وهو الأول من سلسلة مكونة من سبعة كتب للأطفال عن مغامراته. عام 2021 نشر مصطفى كتاب "رحلة الصعود والصعود" وهو كتاب باللغة العربية عن الرحلة الروحية للجبل. اليوم يجمع مصطفى بين مسيرته الرياضية وأدواره المتحدثة. يقضي جزء كبير من وقته بشغف في إلهام وتحفيز الأطفال والشباب والبالغين لتحقيق أحلامهم.

## أدوار التحدث
يعمل مصطفى كمتحدث تحفيزي ومستشار للمغامرات، ويخاطب الشباب والإدارة المؤسسية والموظفين. يركز على موضوعات مثل بناء الفريق والقيادة والتحفيز ومواجهة المخاوف الشخصية. ويذكر كقدوة له الفيلسوف الرازي، والمستكشف ابن بطوطة، والفيلسوف والرياضي والطبيب والموسيقي الكندي، والشاعر والفقيه وعالم الدين جلال الدين الرومي .

## تسلق من أجل قضية

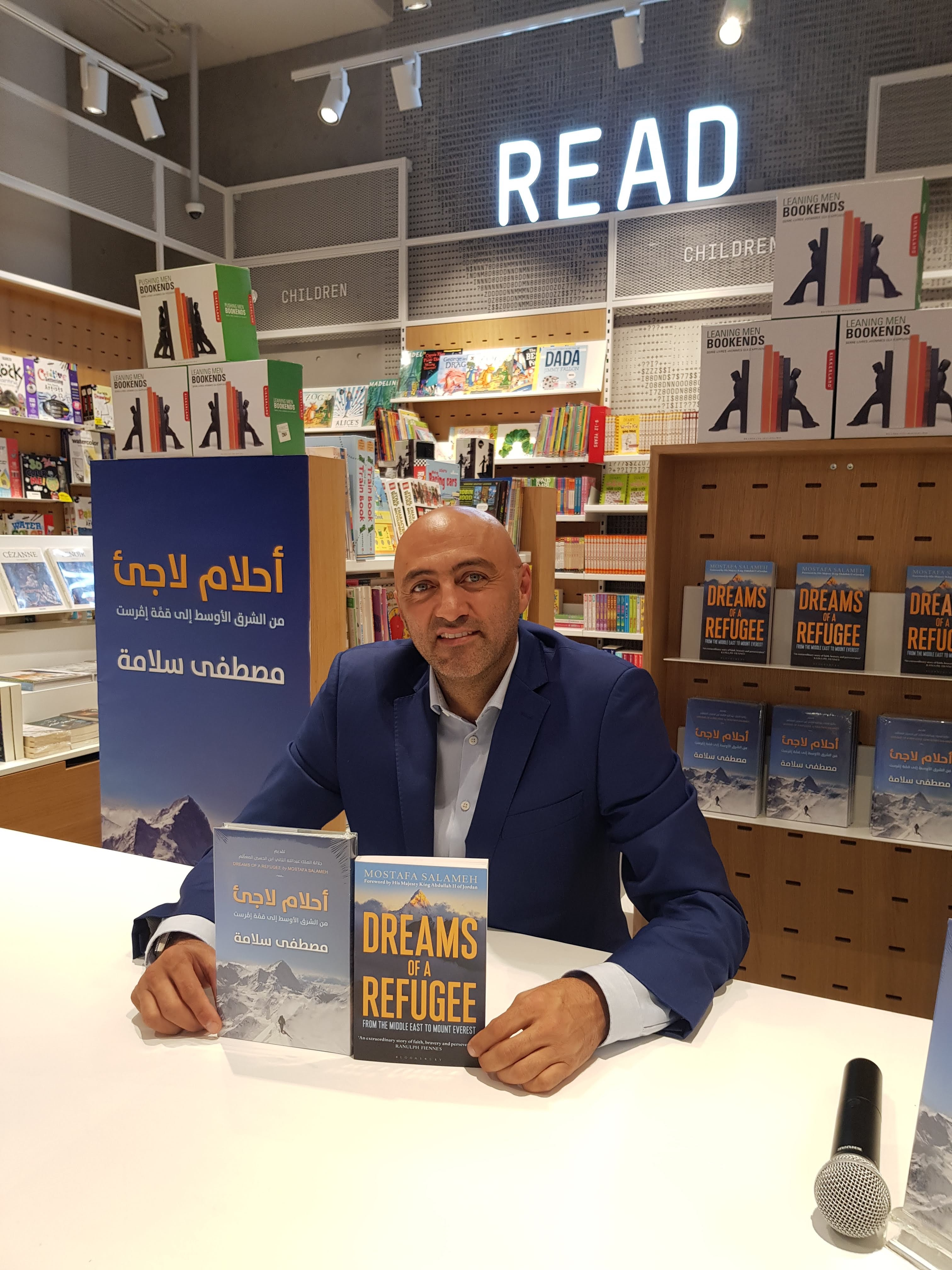
توقيع كتاب

عام 2012 أطلق مصطفى مبادرة "من أدنى نقطة إلى أعلى نقطة من أجل السرطان"، حيث قاد مجموعة من 20 شخص إلى معسكرات قاعدة إيفرست في نيبال في أبريل 2013، وجمع 620 ألف دولار لصالح مركز الحسين للسرطان، ومرة أخرى في فبراير 2014، عندما قاد مجموعة أخرى من الأردنيين إلى قمة جبل كليمنجارو في تنزانيا وجمع 1,400,000.00 دولار لصالح مركز الحسين للسرطان. اعتبارًا من عام 2022، جمع مصطفى 5.8 مليون دولار أمريكي للأعمال الخيرية.

## التعليم
- دكتوراه فخرية - جامعة الملكة مارغريت في إدنبرة (2022)
- بكالوريوس في إدارة الضيافة والسياحة الدولية - جامعة الملكة مارغريت (2001)
- بكالوريوس إدارة الفنادق – كلية إدارة الفنادق عمان (1992) [5]

## التسلق
- يونيو 2004 - أعلى نقطة في أمريكا الشمالية، جبل ماكينلي ( 20,320 قدم (6,190 م) إيتر
- يناير 2005 - أعلى نقطة في أنتاركتيكا، كتلة فينسون (16050 قدمًا) 5140 متر (قدم)
- مارس 2005 - المحاولة الأولى لتسلق جبل إيفرست (وصلت إلى ارتفاع 23000 قدم) قدم)؛ غير مكتمل بسبب قرحة في المعدة
- سبتمبر 2005 - أعلى نقطة في أوروبا جبل إلبروس (18,510 5642 متر (قدم)
- يوليو 2006 – تسلق أعلى نقطة في أوروبا الغربية، جبل مونت بلانك
- مارس 2007 – المحاولة الثانية لتسلق جبل إيفرست ... غير مكتمل بسبب عدوى في الصدر
- يوليو 2007 – تسلق أعلى نقطة في أفريقيا جبل كليمنجارو 19331 قدم، 5895 متر
- فبراير 2008 – تسلق أعلى نقطة في أمريكا الجنوبية أكونكاجوا 22841 قدم، 6960 متر [5]
- 25 مايو 2008 - تسلق أعلى نقطة في العالم، جبل إيفرست (29500) - يوم استقلال الأردن
- 16 نوفمبر 2012 – تسلق أعلى نقطة في قارة أستراليا/أوقيانوسيا، هرم كارستينز، ( 4,884 متر/16,024 قدم )
- أبريل 2013 - معسكر قاعدة إيفرست: تسلقنا إلى معسكر قاعدة إيفرست مع مجموعة من الأردنيين لدعم مركز الحسين للسرطان (من الأدنى إلى الأعلى من أجل السرطان)
- فبراير 2014 – قمة كليمنجارو: تسلق أعلى نقطة في أفريقيا (كليمنجارو) مع فريق مكون من 26 أردني لدعم مركز الحسين للسرطان (من الأدنى إلى الأعلى من أجل السرطان)
- 19 أبريل 2014 – وصلنا إلى القطب الشمالي في رحلة تزلج [6]
- 15 يناير 2016 - الوصول إلى القطب الجنوبي [7]
- 12 مايو 2018 - عبرت جرينلاند من الشمال إلى الجنوب
- 2019-2022 - تسلقات لأسباب وجيهة ورحلات تسلق الجبال

## الاوسمة
- حصل على لقب فارس من الملك عبد الله ملك الأردن (6 أكتوبر 2008)

## روابط خارجية
- رحلة مصطفى سلامة من مخيم اللاجئين إلى القطب الجنوبي
- متسلق الجبال الأردني مصطفى سلامة يلهم الطلاب
- حوار مع مصطفى سلامة: الإسلام وفلسطين والسلام والقطب الجنوبي نسخة محفوظة 15 فبراير 2016 على موقع واي باك مشين.
- المغامر العالمي "مصطفى السلامة" سفيراً للعلامة لبنك القدس